# Haukipudas (quartier)
Haukipudas (en finnois : Haukiputaan kaupunginosa) est  un  quartier du district de Haukipudas de la ville d'Oulu en Finlande.

## Description
Le quartier compte 9 167 habitants (31 décembre 2018).

## Galerie

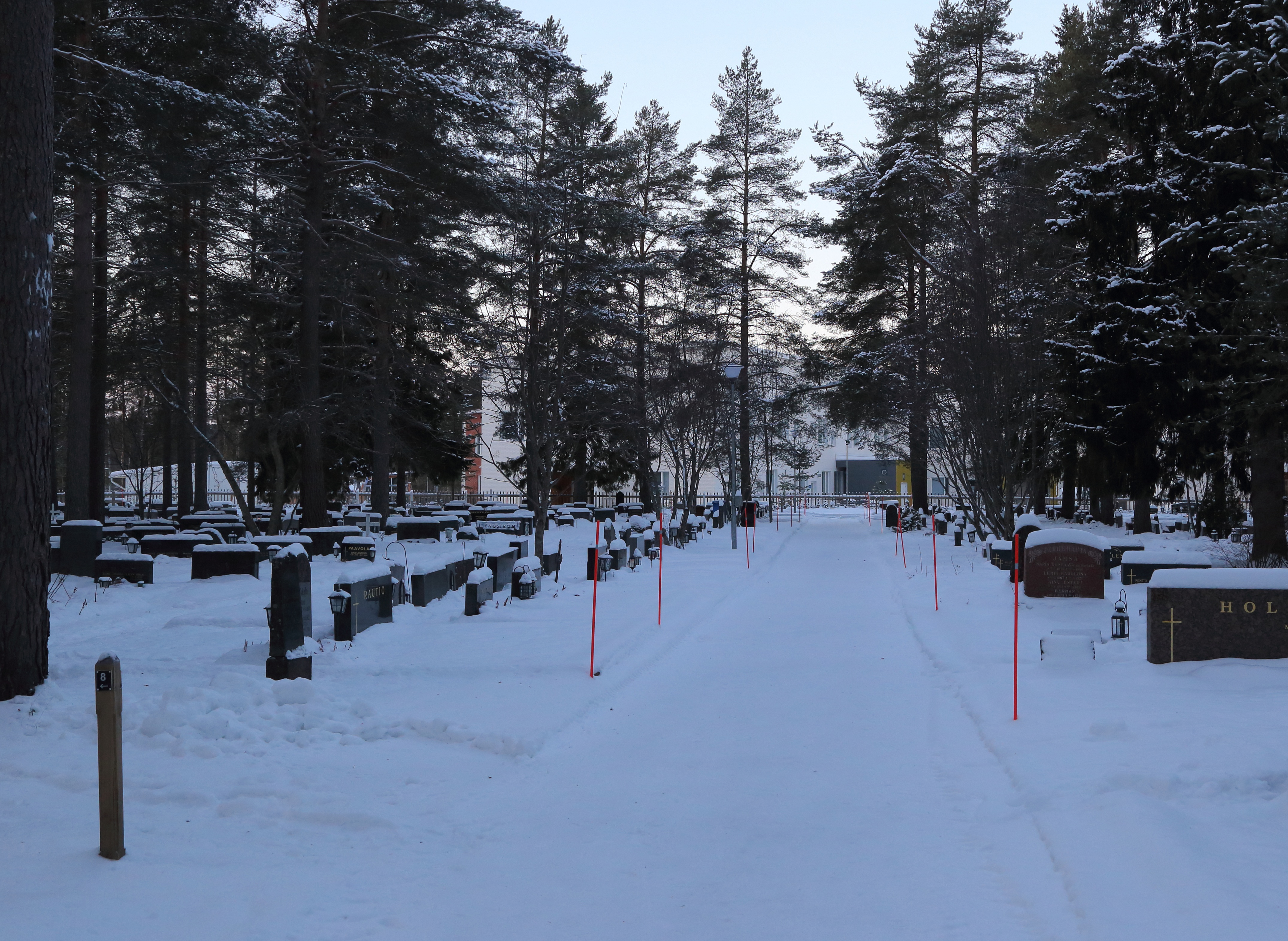
Cimetière d'Haukipudas.
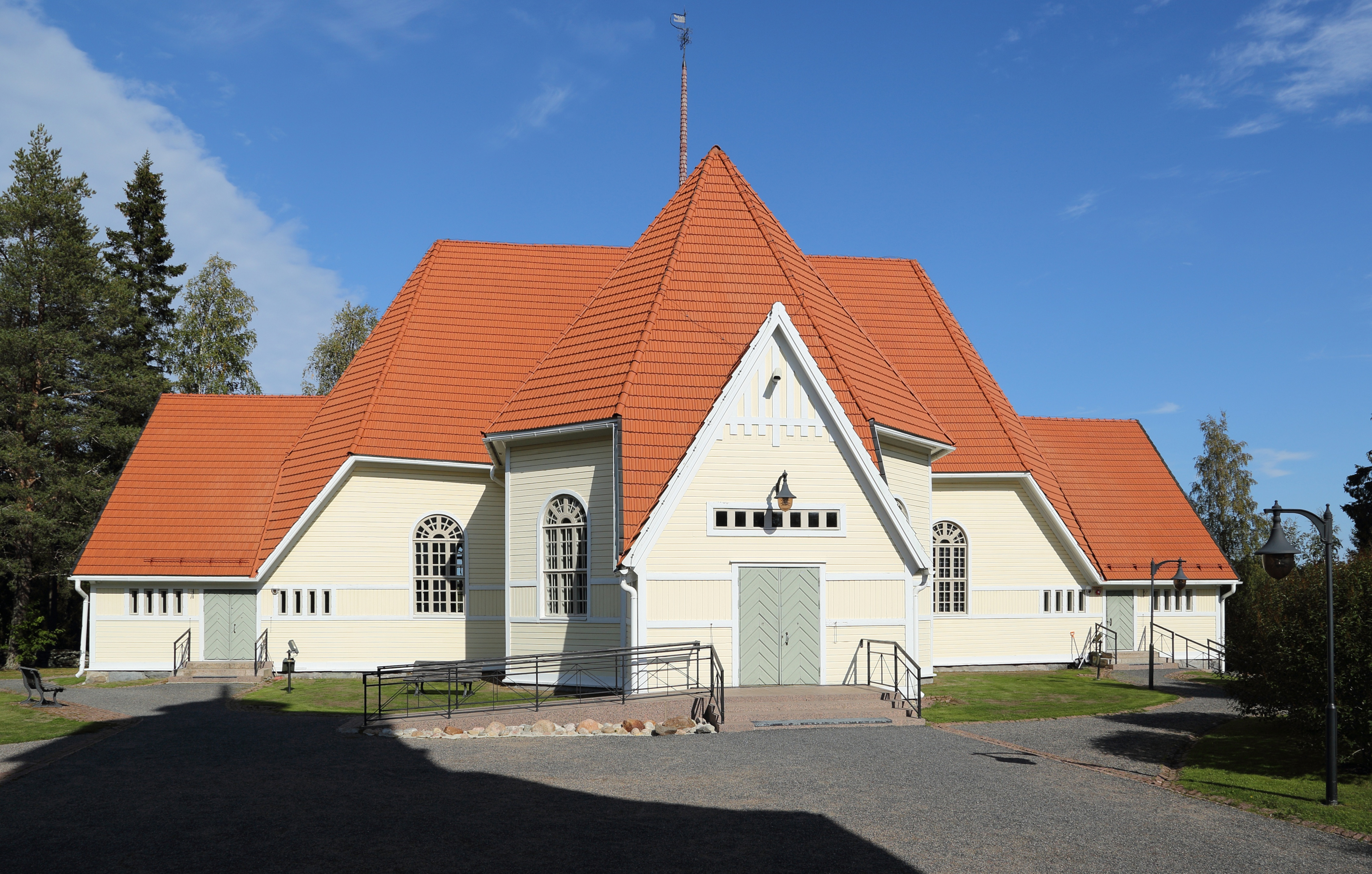
Église d'Haukipudas.
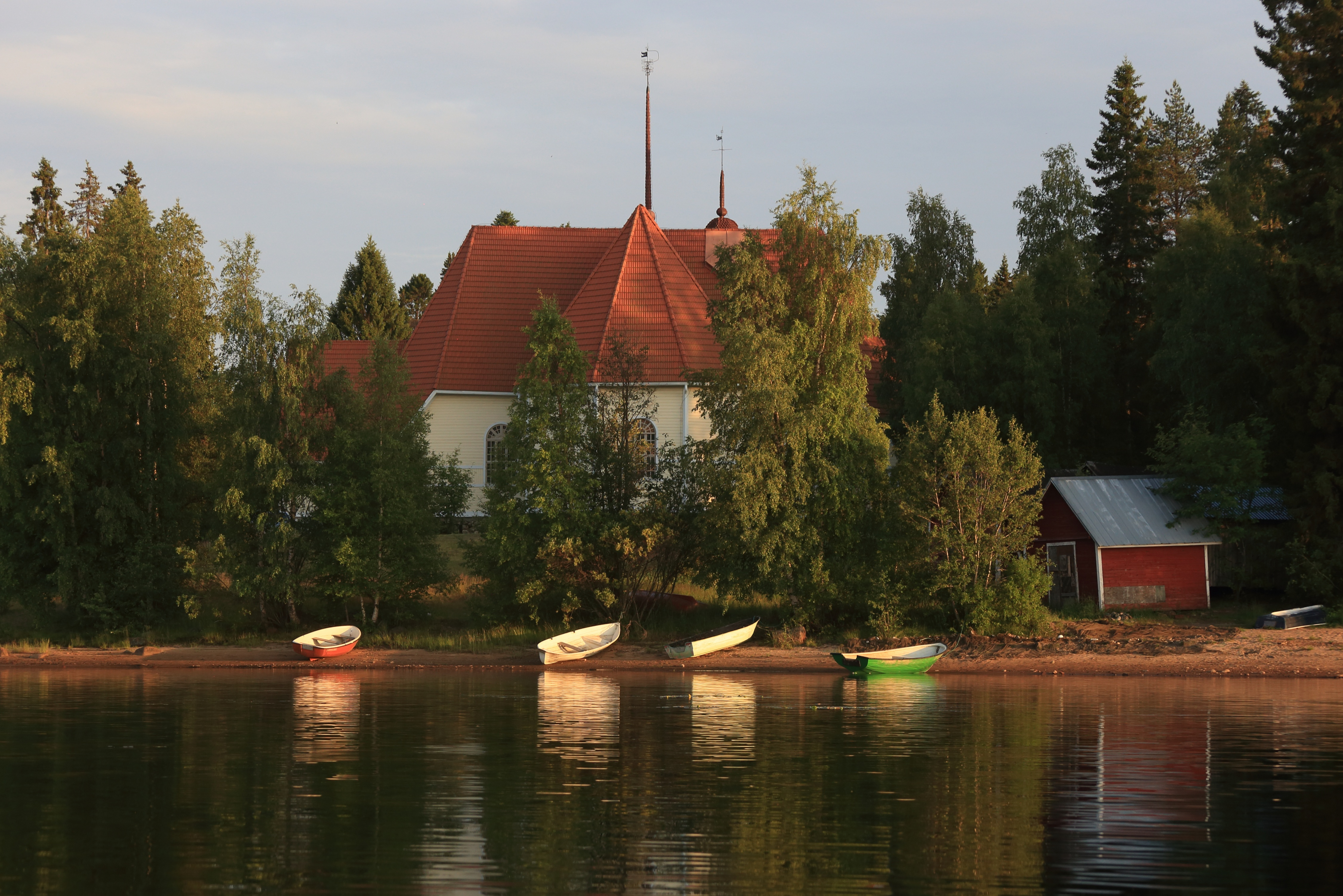
Église d'Haukipudas
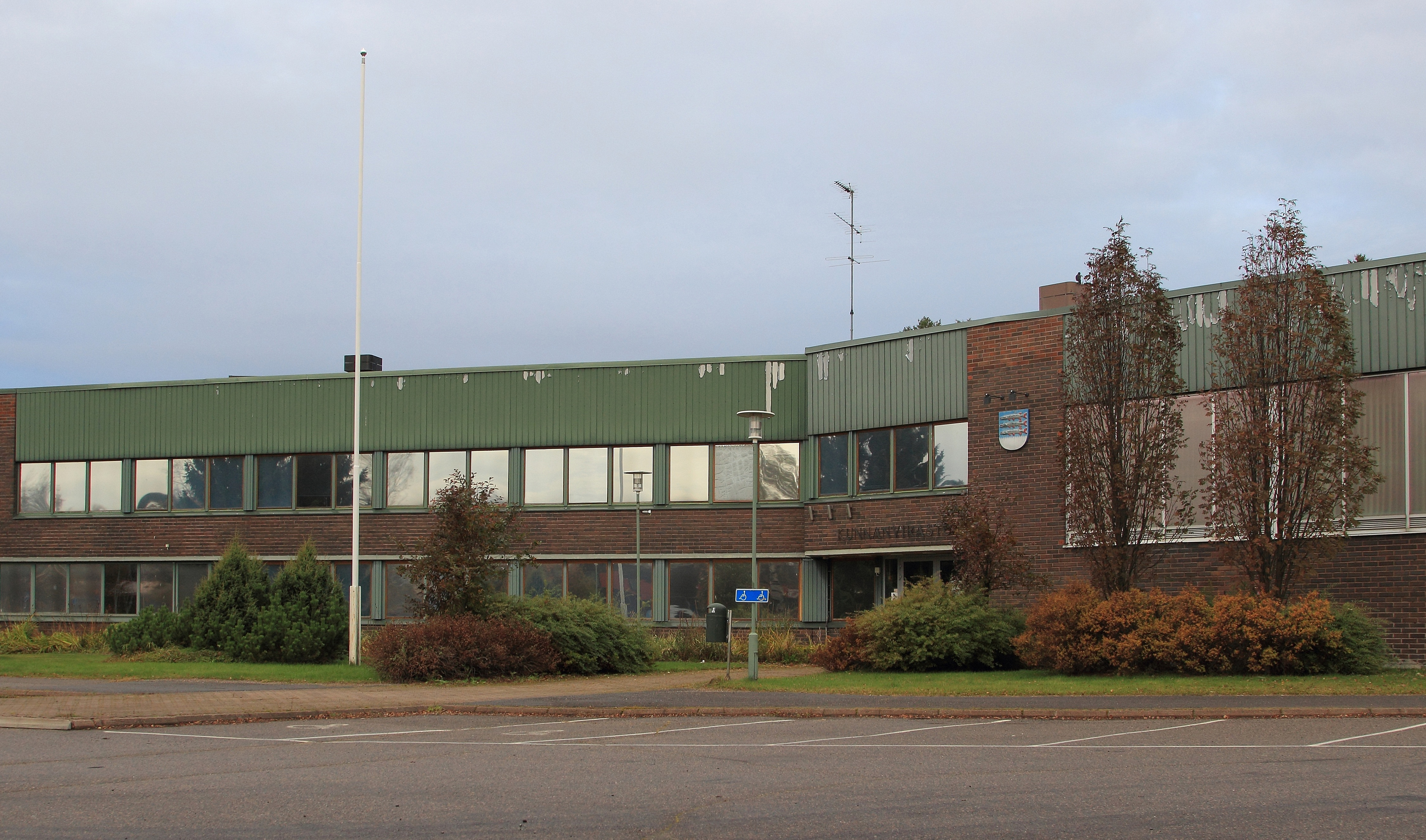
Mairie d'Haukipudas.